# Memory Stick

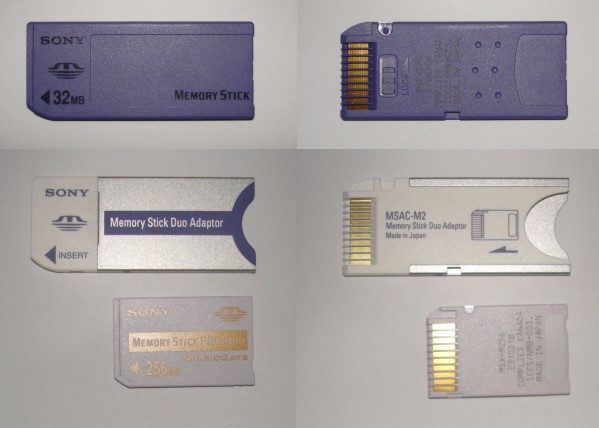
Memory Stick. Voor- en achterzijde van (van boven naar beneden) een normale Memory Stick, Duo Adaptor en Duo Stick

Een Memory Stick is een (standaard voor een) digitale gegevensdrager voor de opslag van data door middel van flashgeheugen ontwikkeld door Sony als alternatief voor MMC om in hun eigen producten te gebruiken. De Memory Stick was oorspronkelijk ongeveer tweemaal zo lang als MMC. Sony omschreef de lengte in advertenties als: about the size of a stick of gum ("ongeveer de grootte van een kauwgomreepje").
De Memory Stick kan gebruikt worden voor geluid, beeld, video etc. De manier waarop de gegevens opgeslagen worden ligt vast. Een bedrijf dat een apparaat wenst te ontwikkelen voor de Memory Stick, dient een licentie aan te schaffen, en zich aan de specificaties van Sony te houden. Daardoor is deze flashgeheugenkaart minder gangbaar dan andere types en gemiddeld ook wat duurder. Het voordeel is dat daarmee wel de compatibiliteit gegarandeerd is.
Zie geheugenkaarten voor een overzicht van de andere flashgeheugenkaarten.
De aanduiding 'Memory Stick' wordt ook weleens gebruikt voor een USB-stick. Dat is echter onjuist, de 'Memory Stick' is een merknaam van Sony. Als "memorystick" is het woord wel opgenomen in Van Dale.
De Memory Stick Pro Duo kan worden gebruikt als uitbreidbaar geheugen voor de PSP, PlayStation 3 en voor sommige modellen van digitale camera's en Sony Ericsson-telefoons. Er zijn kaartjes tot 16 GB verkrijgbaar. Theoretisch moet een capaciteit van 32 GB mogelijk zijn.
In verband met de hoge prijs van originele Memory Sticks bestaan er ook adapters waarmee de veel goedkopere Mini SDHC-kaartjes in Memory Stick-apparatuur gebruikt kunnen worden. Voor PSP zijn er adapters waarin meerdere SDHC-kaartjes gelijktijdig gebruikt kunnen worden.